# Ataque con drones al Kremlin
El ataque con drones al Kremlin de Moscú ocurrió el 3 de mayo de 2023, cuando se publicaron imágenes de dos drones que supuestamente tenían como objetivo la sede presidencial de la Federación de Rusia, para ser posteriormente derribados. El presidente ruso, Vladímir Putin, no estaba presente en el Gran Palacio en el momento del presunto ataque. Nadie resultó muerto o herido.
El gobierno ruso acusó a Ucrania del ataque y lo calificó como un «acto de terrorismo» y un «intento de asesinato del presidente de Rusia». Moscú prometió tomar represalias cuando y donde lo considere oportuno.
El asesor presidencial ucraniano, Myjailo Podolyak, comentó que Kiev no tuvo nada que ver con el presunto ataque al Kremlin, que tales acciones no lograron nada para Ucrania en el campo de batalla y solo provocarían que Rusia tomara medidas más radicales. Podolyak afirmó que las acusaciones de que el gobierno ucraniano estaba detrás del presunto ataque y el arresto por parte de Rusia de presuntos saboteadores ucranianos en Crimea podrían indicar que Moscú se está preparando para un ataque «terrorista» a gran escala contra Ucrania en los próximos días. El presidente ucraniano Volodímir Zelenski, durante una visita a Finlandia, declaró que «no atacamos a Putin ni a Moscú. Luchamos en nuestro territorio. Estamos defendiendo nuestros pueblos y ciudades"»
Para algunos medios y analistas, el ataque al Kremlin supondría una operación de falsa bandera por parte del gobierno ruso. Según una información publicada en el The New York Times basada en información facilitada por funcionarios de inteligencia de Estados Unidos, Ucrania sería «probablemente» la responsable del ataque, así como de otras incursiones realizadas anteriormente en territorio ruso.

## Ataque
Un video no verificado publicado en las redes sociales mostró un objeto volando hacia el Kremlin antes de que ocurriera una pequeña explosión cerca de la cúpula del Senado del Kremlin. En las imágenes, se ve a dos personas no identificadas escalando la cúpula. Otro video mostró humo saliendo cerca del edificio.
Funcionarios rusos afirmaron que los dos drones estaban desactivados con activos de radar electrónico.

## Reacciones
El 3 de mayo, el alcalde de Moscú, Serguéi Sobianin, anunció una zona de no drones en la ciudad.
El secretario de Estado de los Estados Unidos, Antony Blinken, declaró en una conferencia de prensa mundial: «Tomaría cualquier cosa que salga del Kremlin como un gran salero». Los funcionarios estadounidenses se mostraron escépticos de que cualquier dron enviado a Ucrania pudiera haber sido utilizado en el ataque, ya que tendría que viajar una gran distancia para llegar a Moscú. La secretaria de prensa de la Casa Blanca, Karine Jean-Pierre, dijo que Estados Unidos «no estaba alentando ni permitiendo que Ucrania atacara más allá de su frontera [formal con Rusia]».
El aliado de Putin, Viacheslav Volodin, y presidente de la Duma Estatal, calificó el presunto ataque con drones como un «ataque terrorista» contra Rusia y comparó al gobierno ucraniano con organizaciones terroristas tipo Al-Qaeda y el Estado Islámico, diciendo que «el régimen nazi de Kiev debe ser reconocido como una organización terrorista». El diputado de la Duma Mijaíl Sheremet, leal a Putin, pidió un ataque de represalia contra el presidente ucraniano Zelenski.
El asesor presidencial ucraniano, Myjailo Podolyak, expresó su preocupación de que el Kremlin utilice el incidente como pretexto para justificar ataques aún más masivos contra ciudades e instalaciones de infraestructura ucraniana en los próximos días. El 3 de mayo de 2023, los ataques rusos en partes del óblast de Jersón aún bajo dominio ucraniano mataron a 21 personas.
Phillips O'Brien, profesor de estudios estratégicos en la Universidad de St Andrews, dijo: «Ciertamente no fue un intento de asesinar a Putin, porque no duerme en el techo y probablemente nunca duerma en el Kremlin». James Nixey, director del Programa de Rusia y Eurasia en el grupo de expertos Chatham House, dijo que «las dos posibilidades más probables son un disparo de advertencia por parte de Kiev o una operación de bandera falsa por parte de Moscú diseñada para justificar ataques más intensos en Ucrania o más reclutamiento».
En mayo de 2023 el periódico estadounidense The New York Times publicó una noticia según la cual la inteligencia de Estados Unidos baraja la hipótesis de que fue Ucrania la responsable del ataque con drones al Kremlin, así como otras incursiones en territorio ruso. Esta información está basada en la evaluación de las comunicaciones interceptadas con Ucrania y Rusia, que incluyen a miembros de la burocracia militar y la Inteligencia de Ucrania y funcionarios rusos.